# Strada statale 14 var/C Variante di Campalto
La strada statale 14 var/C Variante di Campalto (SS 14 var/C) è una strada statale italiana.

## Percorso
La strada evita l'attraversamento del centro abitato di Campalto lungo la direttrice della strada statale 14 della Venezia Giulia. È stata aperta al traffico il 16 giugno 2020.

### Tabella percorso
| Variante di Campalto |                             |      |           |
| Tipo                 | Indicazione                 | ↓km↓ | Provincia |
|                      | della Venezia Giulia        | 0,0  | VE        |
|                      | Viabilità locale            | 0,2  | VE        |
|                      | per Campalto, Favaro Veneto | 1,3  | VE        |
|                      | della Venezia Giulia        | 2,0  | VE        |